# Otranto
Otranto ou, muito raramente, Hidrunto é uma comuna italiana da região da Puglia, província de Lecce, com cerca de 5.273 habitantes. Estende-se por uma área de 76 km², tendo uma densidade populacional de 69 hab/km². Faz fronteira com Cannole, Carpignano Salentino, Giurdignano, Melendugno, Palmariggi, Santa Cesarea Terme, Uggiano la Chiesa.
Pertence à rede das Aldeias mais bonitas de Itália.

## Demografia
| Variação demográfica do município entre 1861 e 2011                               |
|                                                                                   |
| Fonte: Istituto Nazionale di Statistica (ISTAT) - Elaboração gráfica da Wikipedia |